# 千石 (文京區)
千石（日语：／ Sengoku */?）是東京都文京區的町名。現行行政地名為千石一丁目至千石四丁目。2013年（平成25年）8月1日為止的居住人口有17,263人。郵遞區號為112-0011。

## 地理
武藏野台地前端的白山台地與指谷（指ヶ谷）的交界。都營地下鐵三田線千石站位於此地。

## 歷史
御三卿之一的一橋德川家林地千石綠地位於町內。

### 地名由來
1967年實施住居表示，小石川北部的西丸町、大原町、林町、冰川下町、丸山町、（巢鴨）西原町、（巢鴨）西丸町等合併成立，町名取自小石川植物園附近千川（現在已暗渠化）的「千」（音同中山道的「山」），與小石川的「石」。如同江東區千石，與石高的「千石」無關。

### 沿革
1878年（明治11年）：「郡區町村編制法」施行，屬小石川區。
1911年（明治44年）：「市制町村制改正」，去除小石川的冠稱。
1947年（昭和22年）：屬文京區。
1967年（昭和42年）：實施新住居表示。

## 交通

### 鐵路
- 東京都交通局
  - 三田線：千石站

### 道路
- 國道17號（白山通）
- 東京都道301號白山祝田田町線
- 東京都道437號秋葉原雜司谷線（不忍通）

## 設施
行政
- 大原地域活動中心
- 文京社會保險事務所
- 東洋女子高等學校（日语：東洋女子高等学校）
- 文京區立第十中學校
- 文京區立明化小學校（日语：文京区立明化小学校）
- 文京區立林町小學校
- 文京區立千石圖書館
- 文京區立文京宮下公園
- 大相撲伊勢之海部屋（日语：伊勢ノ海部屋）
- 太田胃散（日语：太田胃散）本社

## 備註
1. ↑  『角川日本地名大辞典 13　東京都』、角川書店、1991年再版、P990
2. ↑  .   [2013-08-06]. （原始内容存档于2013-05-13）.

## 外部連結
- 文京區官方網站（页面存档备份，存于）